# Войтег
Войтег (рум. Voiteg) — село у повіті Тіміш в Румунії. Входить до складу комуни Войтег.
Село розташоване на відстані 399 км на захід від Бухареста, 32 км на південь від Тімішоари.

## Населення
За даними перепису населення 2002 року у селі проживали 1886 осіб.
Національний склад населення села:
| Національність | Кількість осіб | Відсоток |
| -------------- | -------------- | -------- |
| румуни         | 1661           | 88,1%    |
| угорці         | 133            | 7,1%     |
| німці          | 61             | 3,2%     |
| цигани         | 20             | 1,1%     |

Рідною мовою назвали:
| Мова      | Кількість осіб | Відсоток |
| --------- | -------------- | -------- |
| румунська | 1677           | 88,9%    |
| угорська  | 122            | 6,5%     |
| німецька  | 56             | 3,0%     |
| циганська | 23             | 1,2%     |